# De levende døde
De levende døde er en dansk oplysningsfilm fra 2015, der er instrueret af Ida Balslev Jørgensen og Mette Scharling Laursen.

## Handling
At erklære et andet menneske for død i Indien, er kun muligt, hvis man får hjælp af nogen højere oppe i systemet, men eftersom at Indien er de mest korrupte lande i verden, er dette ikke noget problem. Det har Santosh og Aslam mærket på egen krop. Mens de har været bortrejst, har de mistet deres identitet, fordi de er blevet erklæret døde af grådige familiemedlemmer, der nu har overtaget deres jord og andre værdier.